# پیر رپلینی
پیر رپلینی (فرانسوی: Pierre Repellini‎؛ زادهٔ ۲۷ اکتبر ۱۹۵۰) بازیکن و مربی فوتبال اهل فرانسه بود.
از باشگاه‌هایی که در آن بازی کرده‌است می‌توان به باشگاه فوتبال سن-اتین اشاره کرد.
وی همچنین در تیم ملی فوتبال فرانسه بازی کرده‌است.